# 尚特梅勒莱布莱
尚特梅勒莱布莱（法語：Chantemerle-les-Blés，發音：[ʃɑ̃tmɛʁl le ble]）是法国德龙省的一个市镇，属于瓦朗斯区。

## 地理
尚特梅勒莱布莱（45°6'38"N, 4°53'49"E）面积15.39 平方千米，位于法国奥弗涅-罗讷-阿尔卑斯大区德龙省，该省份为法国东南部内陆省份，北起顺时针与伊泽尔省、上阿尔卑斯省、上普罗旺斯阿尔卑斯省、沃克吕兹省和阿尔代什省接壤。
与尚特梅勒莱布莱接壤的市镇（或旧市镇、城区）包括：布朗、沙瓦讷、埃罗姆、拉尔纳日、马尔萨、梅尔屈罗勒-沃讷、圣巴泰勒米-德瓦尔斯。
尚特梅勒莱布莱的时区为UTC+01:00、UTC+02:00（夏令时）。

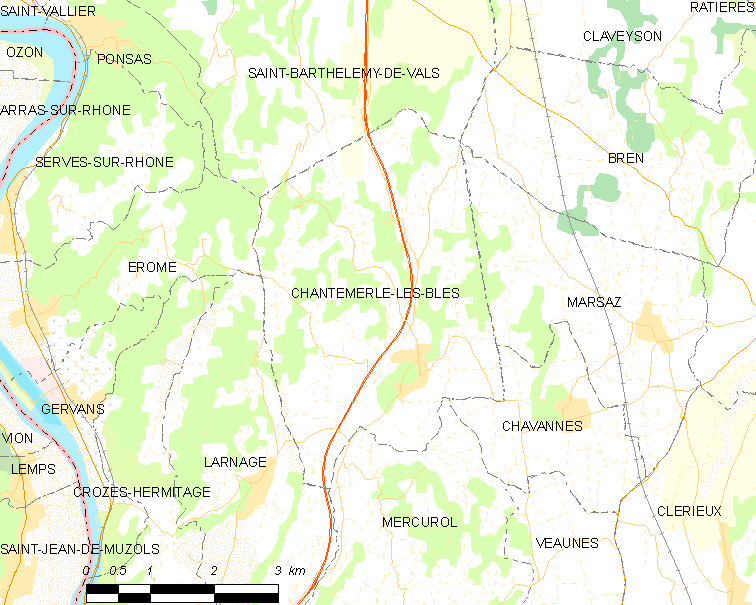
尚特梅勒莱布莱的OSM定位图

## 行政
尚特梅勒莱布莱的邮政编码为26600，INSEE市镇编码为26072。

## 政治
尚特梅勒莱布莱所属的省级选区为坦莱尔米塔日县。

## 人口

1962-2008年间尚特梅勒莱布莱人口变化图示

尚特梅勒莱布莱于2022年1月1日时的人口数量为1342人。